# Anormogomphus exilocorpus
Anormogomphus exilocorpus – gatunek ważki z rodziny gadziogłówkowatych (Gomphidae).